# タスカローラ戦争
タスカローラ戦争（-せんそう、英:Tuscarora War）は、1711年9月10日から1715年2月11日まで、当時イギリスの植民地であったノースカロライナで、先住民族であるタスカローラ族インディアンの領土を巡って、イギリス、オランダおよびドイツ人入植者がタスカローラ族に対して行った民族浄化（「インディアン戦争」）である。和平条約は1715年に調印された。

## 背景
ヨーロッパ白人によるノースカロライナの最初の恒久的な植民地入植は、1653年に本格的に開始された。タスカローラ族は、アメリカの植民地がほとんどすべて現地のインディアンと何らかの形で紛争を起こしていた時代に、50年間以上もノースカロライナに入植した白人たちと平和的な関係を構築していた。しかし、次々とインディアンの領土を奪い、入植してくる白人の存在は、ノースカロライナのインディアンの破滅を意味していた。
この時点でタスカローラ族には2つの主要なバンド（集団）が存在した。1つはトム・ブラント酋長がいる北部バンドであり、もう1つはハンコック酋長がいる南部バンドであった。ブラント酋長のバンドはロアノーク川沿いの、今日ではバーティ郡と呼ばれる辺りを領有していた。ハンコック酋長たちのバンドは、ニューバーン近く、パムプリコ川（今日のパムリコ川）の南の地域を領土としていた。ブラント酋長がバーティ地域の入植白人のブラウント家と親しく付き合う一方で、ハンコック酋長のバンドは白人に襲われ、部族民が誘拐されて奴隷に売られた。2つのバンドともに白人がもたらした疫病に悩まされており、また侵略者である入植者に土地を奪われていく状況にあった。
最終的には、ハンコック酋長たちのバンドは白人入植者を武力で追い出すしかないと決定した。トム・ブラント酋長達のバンドは、この時点では厭戦派だった。
白人たちは、インディアンの酋長を首長、あるいは「部族指導者」だと思い込んでいた。現実にはインディアンの酋長は、合議制における「調停者」であり、部族を「率いる」とか「支配する」といった権力者ではない。しかし白人たちは酋長と盟約すれば部族民はすべてこれに従うものと誤解していた。

## 戦争
1711年秋、ハンコック酋長たちの南部タスカローラ族は、パムプリコ族、コセチニー族、コア族、マタマスキート族およびマチェパンゴー族と連合し、短期間に広い範囲の入植者を襲って回った。攻撃目標とされたのは、ロアノーク川、ニューズ川、トレント川沿いの農園およびバース市であった。最初の攻撃は1711年9月22日に始まり、最終的に数百の入植者が殺された。政治的に中心となっていた人物も殺されるかあるいは数ヶ月間追い払われるかした。
植民地知事のエドワード・ハイドはノースカロライナの民兵を招集し、サウスカロライナ議会の助力も確保した。サウスカロライナ議会は「ジョン・バーンウェル大佐に統率される600名の民兵と360名のインディアン」を提供した。この部隊は1712年にニューズ川の堤にあるナーハンツ砦で南部タスカローラ族とクレイブン郡の他の部族に攻撃を掛けた。タスカローラ族は大きな損失を被って敗北した。300名以上のインディアンが殺され、100名は捕虜となった。この捕虜はほとんど女子供であり、奴隷に売られることになった。
ブラント酋長は、「入植者がハンコック酋長たちのバンドを鎮圧する手助けをすれば、タスカローラ族全体を支配する機会を与える」という申し出を受けた。ブラント酋長はハンコック酋長を捕獲することができたが、入植者達は1712年にハンコック酋長を処刑してしまった。1713年、南部タスカローラ族はグリーン郡にあったネオヘロカ砦を墜とされ、900名が殺されるか捕虜にされた。
白人たちはブラント酋長に「タスカローラ族全体を支配する機会を与える」と提案しているが、酋長（チーフ）はそのような権限を持った存在ではない。白人たちは酋長を「部族支配者」だと思い込んでいるから、ハンコック酋長を殺してしまっている。調停者である酋長を殺された南部タスカローラ族の大半は、この時点でノースカロライナの開拓者から逃れて、現在のニューヨーク州へ北上移住を始めた。

## その後
生き残ったタスカローラ族は1718年6月に入植者との条約に調印し、現在のバーティ郡にあるロアノーク川沿いの土地利用を認めた。この地域は既にトム・ブラント酋長らの北部バンドの領土であり、広さは227km2あった。トム・ブラント酋長は、ブラウントの名前を貰い、ノースカロライナ議会は彼に「トム・ブラウント王」の名を贈った。ちなみにインディアンの社会は合議制民主主義であり、「王」のような君主制の社会システムは無い。
残った南部タスカローラ族は、パムリコ川沿いの彼らの故郷を追われ、バーティに強制移住させられた。1722年、バーティ郡が設立され、続く数十年間、残っていたタスカローラ族の土地は、しばしば「インディアンのためになる」という名目で少しずつ売却され奪われていった。
タスカローラ戦争で白人入植者に味方ヤマシー族などのインディアンは、1715年からは「ヤマシー戦争」と呼ばれる戦いをサウスカロライナで起こしている。